# Мукминова, Багбустан Вильдановна
Багбустан Вильдановна Мукминова (Багбустан-ханум; в некоторых источниках Момынова) (1884—1963) — татарский педагог, основатель женского медресе в Оренбурге.

## Биография
Багбустан Момынова родилась в деревне Мяндеево Мензелинского уезда Уфимской губернии (сейчас Азнакаевский район Татарстана) в 1884 году. Обучалась сначала в мусульманской женской школе города Оренбурга, а затем в Турции.
Идеями джадидизма Багбустан-ханум прониклась ещё в молодости. Уже в 1908 году она открывает в Оренбурге учебное заведение — женское новометодное училище, расположенное в доме Спицына (Балтенковский пер.; ныне Трофимовский пер.). Его открытию во многом способствовал Зияитдин Камалетдинов, основатель уфимского медресе «Галия». Училище вскоре обзаводится названием «Багбустания» (также известно как медресе Багбустан-ханум). Учебный курс был рассчитан на два года и включал в себя основы ислама, татарский и русский языки, арифметику и рукоделие. В 1916 году длительность курса увеличивается до 5 лет, а в программе появляются история, география и естественные науки. Учительский состав изначально включал в себя пять женщин, три из которых обучались в медресе, а две получили гимназическое образование. К 1916 году в штате стало семь педагогов. По состоянию на 1915 год в «Багбустании» обучалось 120 учениц, окончило курс 10, было принято вновь 30. Также известно, что за 10 лет работы (с 1908 по 1918 годы) медресе окончили 1212 девушек, 149 из которых стали учительницами в мусульманских школах.
Содержание медресе обходилось в 2226 рублей и покрывалось преимущественно из платы за обучение и пожертвований. Размер платы устанавливался с учетом материальных возможностей семьи: по состоянию на 1915 год для 30 девочек — 2 руб. в месяц, для 50 учениц — 3 руб. и 40 девочек обучались бесплатно. Помимо этого, благодаря ходатайству Мукминовой с 1916 года из городского бюджета для училища стало выделяться пособие в размере 150 руб.
После Февральской революции по предложению Багбустан-ханум были организованы методико-педагогические курсы для мусульманских учительниц, прошедшие с 20 мая по 20 июля 1917 года в деревне Кабаново Оренбургского уезда. Их слушательницами стало около 250 человек из различных регионов как бывшей Российской империи, так и зарубежья (в том числе из Средней Азии, Сибири и китайской Маньчжурии). Руководителем курсов стала заведующая женской гимназией в Казани С. К. Шакулова, выпускница историко-филологического факультета Парижского университета. Преподавателями курсов были татарские и русские высококвалифицированные специалисты. Программа была посвящена широкому спектру дисциплин: мусульманское вероучение, татарский и русский языки, арифметика, природоведение, география, рисование, методическая работа, дидактика, обществоведение, школьная гигиена, гимнастика, краткие сведения по дошкольному воспитанию и внешкольному образованию, методика практических занятий.
С 1 октября 1917 года школа Багбустан-ханум перешла в муниципальное ведение, однако за Мукминовой сохранился пост заведующей. В 1925 году школу закрыли. Багбустан-ханум вскоре была репрессирована и много лет провела в лагерях и ссылке. После освобождения жила в Уфе, зарабатывала шитьем и вязанием, стиркой, выполняла обязанности домработницы. Умерла в 1963 году.

## Личная жизнь
Багбустан-ханум была замужем за татарским поэтом и педагогом Губайдуллой Габдулловичем Радуди (Мукминовым) (1885—1912). Губайдулла Радуди стал автором учебников по физике и природоведению, по которым велись занятия в «Багбустании».